# Gulnosspindel
Gulnosspindel (Talavera parvistyla) är en spindelart som beskrevs av Logunov, Kronestedt 2003. Gulnosspindel ingår i släktet Talavera och familjen hoppspindlar. Arten är reproducerande i Sverige. Inga underarter finns listade i Catalogue of Life.